# FC Darlington
Der FC Darlington (offiziell: Darlington Football Club) war ein englischer Fußball-Club aus Darlington, England. Der Spitzname des Clubs lautete The Quakers (die Quäker) und bezog sich auf den großen Einfluss, den die religiöse Bewegung auf die Stadt hatte.

## Geschichte
Der Verein wurde im Jahre 1883 gegründet und spielte 1889 in der Northern League, welche sie 1896 und 1900 gewinnen konnten. 1908 wurde der Verein zum Proficlub und spielte fortan in der North Eastern League.
Bis 1925 gelang der Aufstieg bis in die zweithöchste englische Spielklasse, Der Verein musste zwei Jahre später allerdings wieder den Gang in die tieferen Klassen antreten.
1989 stieg das Team in die englische Football Conference und somit aus dem bezahlten Fußball ab, schon im Jahr darauf gelang allerdings der direkte Wiederaufstieg und ein Jahr später sogar der Aufstieg in die dritte Liga. Von 2010 bis zu seiner Auflösung 2012 spielte der FC Darlington in der fünftklassigen Conference National.

## Gegenwart
Der Verein trug seine Heimspiele in der The Northern Echo Darlington Arena, einer im Jahr 2003 eröffneten, 25.000 Zuschauer fassenden Fußballarena aus, die nach einer lokalen Zeitung benannt ist und früher den Namen Reynolds-Arena trug. Zuvor spielte Darlington im Feethams, dem alten Stadion im Zentrum der Stadt.
Der ehrgeizige Plan des früheren Präsidenten George Reynolds war, durch den Bau einer, für die vierte Liga doch recht ungewöhnlichen, Fußballarena Premier-League-Konditionen zu schaffen und den Verein schließlich in die erste Liga zu führen. Dieses Ziel wurde aufgrund der schlechten Einkaufspolitik im Spielerbereich jedoch weit verfehlt.

## Erfolge
- Meister der Northern League: 1896, 1900, 2013
- Meister der  North Eastern League: 1913, 1921
- Meister Football League Third Division North: 1925
- Meister Football League Fourth Division: 1991
- Achtelfinale im FA Cup: 1958
- Sieger des Football League Third Division North Cups: 1934
- Sieger der FA Trophy: 2011